# Масанчинський сільський округ
Масанчи́нський сільський округ (каз. Масанчи ауылдық округі, рос. Масанчинский сельский округ) — адміністративна одиниця у складі Кордайського району Жамбильської області Казахстану. Адміністративний центр — село Масанчі.
Населення — 18461 особа (2021; 14502 у 2009, 9608 у 1999, 8103 у 1989).
Станом на 1989 рік існувала Масанчинська сільська рада (село Масанчі), села Кунбатис-1 та Кунбатис-2 перебували у складі Шортобинської сільської ради. 1997 року Сортобинський сільський округ (колишня Шортобинська сільська рада) був ліквідований та приєднаний до складу Аухаттинського сільського округу, однак до 1999 року він був відновлений, а села Кунбатис-1 та Кунбатис-2 увійшли до складу Масанчинського сільського округу.

## Склад
До складу округу входять такі населені пункти:
| Населений пункт  | Старі назви | Населення, осіб (1989) | Населення, осіб (1999) | Населення, осіб (2009) | Населення, осіб (2021) |
| ---------------- | ----------- | ---------------------- | ---------------------- | ---------------------- | ---------------------- |
| Кунбатис-1, село | -           | 227                    | 178                    | 289                    | 215                    |
| Кунбатис-2, село | -           | 478                    | 504                    | 607                    | 615                    |
| Масанчі, село    | Масанши     | 7398                   | 8926                   | 13606                  | 17631                  |